# Edward Pelham-Clinton
Lord Edward William Pelham-Clinton (11 agosto 1836 – 9 luglio 1907) è stato un politico inglese.

## Biografia
Era il figlio di Henry Pelham-Clinton, V duca di Newcastle, e di sua moglie, Lady Susan Harriet Catherine Hamilton. 
Studiò all'Eton College.

## Carriera
Si unì al Rifle Brigade nel 1854 e combatté in Crimea, dopo la caduta di Sebastopoli. Raggiunse il grado di capitano nel 1857 e trascorse cinque anni in Canada (1861-1865). 
Nel 1878 conseguì il grado di tenente colonnello e si ritirò nel 1880, mentre era in India.
Clinton fu eletto alle elezioni politiche del 1865 come membro del Parlamento per North Nottinghamshire, carica che mantenne fino al 1868.
Clinton era Groom in Waiting per la regina Vittoria (1881-1894), poi Master of the Household (1894-1901). Poi tornò a essere un Groom in Waiting per Edoardo VII (1901-1907).

## Matrimonio
Sposò, il 22 agosto 1865, Matilda Jane Cradock-Hartopp (?-23 ottobre 1892), figlia di William Cradock-Hartopp. Non ebbero figli.

## Morte
Morì il 9 luglio 1907 e fu sepolto nel Cimitero di Brookwood.

## Ascendenza
|                                               |                                             |                                        | Genitori                                     |  |  | Nonni |  |  | Bisnonni                                        |  |  | Trisnonni                                      |  |
|                                               |                                             |                                        |                                              |  |  |       |  |  | 8. Thomas Pelham-Clinton, III duca di Newcastle |  |  | 16. Henry Pelham-Clinton, II duca di Newcastle |  |
|                                               |                                             |                                        |                                              |  |  |       |  |  | 8. Thomas Pelham-Clinton, III duca di Newcastle |  |  | 16. Henry Pelham-Clinton, II duca di Newcastle |  |
|                                               |                                             | 17. Catherine Pelham                   |                                              |  |  |       |  |  | 8. Thomas Pelham-Clinton, III duca di Newcastle |  |  |                                                |  |
| 4. Henry Pelham-Clinton, IV duca di Newcastle |                                             |                                        |                                              |  |  |       |  |  | 8. Thomas Pelham-Clinton, III duca di Newcastle |  |  |                                                |  |
|                                               |                                             | 9. Anne Mary Stanhope                  | 18. William Stanhope, II conte di Harrington |  |  |       |  |  |                                                 |  |  |                                                |  |
|                                               |                                             | 9. Anne Mary Stanhope                  | 18. William Stanhope, II conte di Harrington |  |  |       |  |  |                                                 |  |  |                                                |  |
|                                               |                                             | 9. Anne Mary Stanhope                  | 19. Caroline Fitzroy                         |  |  |       |  |  |                                                 |  |  |                                                |  |
| 2. Henry Pelham-Clinton, V duca di Newcastle  |                                             | 9. Anne Mary Stanhope                  |                                              |  |  |       |  |  |                                                 |  |  |                                                |  |
|                                               |                                             | 10. Edward Miller Mundy                | 20. Edward Mundy                             |  |  |       |  |  |                                                 |  |  |                                                |  |
|                                               |                                             | 10. Edward Miller Mundy                | 20. Edward Mundy                             |  |  |       |  |  |                                                 |  |  |                                                |  |
|                                               |                                             | 10. Edward Miller Mundy                | 21. Hester Miller                            |  |  |       |  |  |                                                 |  |  |                                                |  |
| 5. Georgina Elizabeth Mundy                   |                                             | 10. Edward Miller Mundy                |                                              |  |  |       |  |  |                                                 |  |  |                                                |  |
|                                               |                                             | 11. Georgiana Chadwick                 | 22. Evelyn Chadwick                          |  |  |       |  |  |                                                 |  |  |                                                |  |
|                                               |                                             | 11. Georgiana Chadwick                 | 22. Evelyn Chadwick                          |  |  |       |  |  |                                                 |  |  |                                                |  |
|                                               |                                             | 11. Georgiana Chadwick                 | 23. Elizabeth Fowler                         |  |  |       |  |  |                                                 |  |  |                                                |  |
| 1. Edward Pelham-Clinton                      |                                             | 11. Georgiana Chadwick                 |                                              |  |  |       |  |  |                                                 |  |  |                                                |  |
|                                               | 12. Archibald Hamilton, IX duca di Hamilton | 24. James Hamilton, V duca di Hamilton |                                              |  |  |       |  |  |                                                 |  |  |                                                |  |
|                                               | 12. Archibald Hamilton, IX duca di Hamilton | 24. James Hamilton, V duca di Hamilton |                                              |  |  |       |  |  |                                                 |  |  |                                                |  |
|                                               | 12. Archibald Hamilton, IX duca di Hamilton | 25. Anne Spencer                       |                                              |  |  |       |  |  |                                                 |  |  |                                                |  |
| 6. Alexander Hamilton, X duca di Hamilton     | 12. Archibald Hamilton, IX duca di Hamilton |                                        |                                              |  |  |       |  |  |                                                 |  |  |                                                |  |
|                                               |                                             | 13. Harriet Stewart                    | 26. Alexander Stewart, VI conte di Galloway  |  |  |       |  |  |                                                 |  |  |                                                |  |
|                                               |                                             | 13. Harriet Stewart                    | 26. Alexander Stewart, VI conte di Galloway  |  |  |       |  |  |                                                 |  |  |                                                |  |
|                                               |                                             | 13. Harriet Stewart                    | 27. Catherine Cochrane                       |  |  |       |  |  |                                                 |  |  |                                                |  |
| 3. Susan Hamilton                             |                                             | 13. Harriet Stewart                    |                                              |  |  |       |  |  |                                                 |  |  |                                                |  |
|                                               |                                             | 14. William Beckford                   | 28. William Beckford                         |  |  |       |  |  |                                                 |  |  |                                                |  |
|                                               |                                             | 14. William Beckford                   | 28. William Beckford                         |  |  |       |  |  |                                                 |  |  |                                                |  |
|                                               |                                             | 14. William Beckford                   | 29. Maria Marsh                              |  |  |       |  |  |                                                 |  |  |                                                |  |
| 7. Susan Euphemia Beckford                    |                                             | 14. William Beckford                   |                                              |  |  |       |  |  |                                                 |  |  |                                                |  |
|                                               |                                             | 15. Margaret Gordon                    | 30. Charles Gordon, IV conte di Aboyne       |  |  |       |  |  |                                                 |  |  |                                                |  |
|                                               |                                             | 15. Margaret Gordon                    | 30. Charles Gordon, IV conte di Aboyne       |  |  |       |  |  |                                                 |  |  |                                                |  |
|                                               |                                             | 15. Margaret Gordon                    | 31. Margaret Stewart                         |  |  |       |  |  |                                                 |  |  |                                                |  |
|                                               |                                             | 15. Margaret Gordon                    |                                              |  |  |       |  |  |                                                 |  |  |                                                |  |